# Franciszkanki szpitalne
Franciszkanki szpitalne – zgromadzenie zakonne żeńskie powstałe w Telgte w Niemczech. Jego założycielem był Jan Bernsmeyer, który przyjął imię zakonne Krzysztof. Zgromadzenie powstało w 1844 r., kiedy Krzysztof przyjął pierwsze kandydatki do nowicjatu. Ich celem jest pielęgnowanie ubogich i chorych, w tym opieka nad ludźmi chorymi i trędowatymi. Zakon został zatwierdzony w 1901 r. przez papieża Leona XIII.

## Historia zgromadzenia

### Początki zgromadzenia
1 stycznia 1812 r. doszło do sekularyzacji i kasaty klasztorów męskich w Prusach. Dotknęła ona również klasztor franciszkanów w Münster, w którym pracował ojciec Krzysztof. Pomimo tego kontynuował on swoją posługę duszpasterską w pobliskim Telgte. Początkowo planował on wraz z bratem Serwacjuszem Józefem Tennerschem założyć sierociniec dla chłopców, do którego mieli przyjmować młodzież bez względu na ich pochodzenie społeczne. W tym celu zakupili działkę na peryferiach Telgte, zwaną potocznie auf der Hülle. Pracowały w nim siostry zakonne, które wcześniej pomagały ojcu Krzysztofowi. Ostatecznie o. Krzysztof zdecydował się na założenie zgromadzenia żeńskiego zajmującego się cierpiącymi chorymi. 2 lipca 1844 r. przyjął pierwsze kandydatki do nowicjatu, co uznaje się za początek istnienia zakonu franciszkanek szpitalnych. Złożyły one śluby życia zgodnie z regułą św. Franciszka z Asyżu. Przy auf der Hülle powstał wkrótce szpital, który testamentem o. Krzysztofa został w 1855 r. przekazany na własność siostrom zakonnym.

### Rozwój zgromadzenia
Na rok przed śmiercią o. Krzysztofa w 1857 r. zgromadzenie liczyło od 140 do 150 sióstr zakonnych mieszkających w 23 domach zakonnych na terenie Niemiec. W 1875 r. powstał pierwszy dom zakonny zagranicą w Stanach Zjednoczonych w Springfield, przy szpitalu św. Jana. Trzy lata później trzy siostry zakonne założyły kolejny dom zakonny zagranicą w Arnhem w Holandii.

### Zatwierdzenie przez papieża
1 października 1901 r. papież Leon XIII oficjalnie zatwierdził regułę zakonną, który liczył wówczas 1085 sióstr zakonnych, działających w 16 diecezjach w Europie i Ameryce Północnej oraz 75 nowicjuszek i 86 postulantek. W 1902 r. powołano urząd przełożonej generalnej oraz podzielono zgromadzenie na 4 prowincje: nadreńską z siedzibą w Dorsten, westfalską w Telgte, śląską w Kłodzku i amerykańską w Springfield. Dwudziestolecie międzywojenne przyniosło otwarcie pierwszej placówki w Chinach oraz przeniesienie siedziby prowincji śląskiej z Kłodzka do Ołdrzychowic Kłodzkich.

### Działalność po II wojnie światowej
W 1948 r. zamknięto dom zakonny w Chinach, otwierając kilka miesięcy później nowy w Japonii oraz rozpoczęto działalność wśród Indian amerykańskich żyjących na terenie rezerwatów w Nowym Meksyku i Arizonie. Kilkadziesiąt lat później, w 1973 r. pierwsze siostry zakonne udały się z misją do Indii (1973). W 1982 r. papież Jan Paweł II zatwierdził nową regułę zgromadzenia. W 1989 r. otwarto kolejną nową placówkę na Haiti, a dziesięć lat później w Tanzanii.

## Władze zakonu
Lista Przełożonych Generalnych:
| Lp. | Lata rządów | Imię i nazwisko          | Narodowość        |
| --- | ----------- | ------------------------ | ----------------- |
| 1.  | 1852-1866   | Sr. Josephine Elkmann    | Niemcy            |
| 2.  | 1866-1897   | Sr. Bernhardine Wehage   | Niemcy            |
| 3.  | 1897-1921   | Sr. Cherubine Döring     | Niemcy            |
| 4.  | 1921-1939   | Sr. Pulcheria Braems     | Niemcy            |
| 5.  | 1939-1952   | Sr. Wistremunda Schemann | Niemcy            |
| 6.  | 1952-1970   | Sr. M. Odilia Berkel     | Niemcy            |
| 7.  | 1970-1976   | Sr. M. Barthola Thoben   | Niemcy            |
| 8.  | 1976-1994   | Sr. M. Angela Schrudde   | Niemcy            |
| 9.  | 1994-2006   | Sr. Mary Ann Minor       | Stany Zjednoczone |
| 10. | od 2006 r.  | Sr. Sherrey Murphy       | Stany Zjednoczone |

## Prowincje zakonne
Obecnie zgromadzenie franciszkanek szpitalnych jest podzielone na pięć prowincji
:
- Prowincja niemiecka:
  - założona w 1844 r., obejmuje swoim zasięgiem terytorium Niemiec oraz Holandii (od 1878 r.)
  - siedziba: Telgte
- Prowincja polska:
  - działa od 1848 r., wyodrębniona jako osobna prowincja w 1891 r. jako prowincja śląska, obejmuje swoim zasięgiem obszar Polski i Czech (od 1993 r.).
  - siedziba: Ołdrzychowice Kłodzkie
- Prowincja amerykańska:
  - działa od 1875 r., obejmuje swoim zasięgiem obszar Stanów Zjednoczonych, ChRL (1925-1948), Republiki Chińskiej (Tajwanu) (1968-2002), Haiti (od 1989 r.) i Tanzanii (od 1999 r.)
- Prowincja japońska
  - działa od 1948 r., obejmuje obszar Japonii i Korei
  - siedziba: Nibuno-Himeji
- Prowincja indyjska
  - uroczyste nadanie statusu prowincji regionowi indyjskiemu nastąpiło 2 lutego 2013 r., obejmuje terytorium Indii
  - siedziba: Raipur